# Loi sur le mariage civil
Lire en ligne

Loi sur le mariage civil

La Loi concernant certaines conditions de fond du mariage civil ou Loi sur le mariage civil  ou loi C-38 (anglais : Civil Marriage Act) est une loi du Parlement du Canada entrée en vigueur le 20 juillet 2005 et qui autorise les conjoints de même sexe à se marier.
Au moment de l'entrée en vigueur de la loi, des décisions des tribunaux depuis 2003 avaient déjà rendu le mariage entre conjoints de même sexe légal dans neuf des treize provinces et territoires canadiens.

## Contexte
En 2002 et 2003, les cours supérieures de l'Ontario, du Québec et de la Colombie-Britannique, saisies par des couples de même sexe souhaitant faire reconnaitre leur union, jugent que la restriction du mariage aux conjoints de sexes différents est discriminatoire et contraire à l'article sur l'égalité de la Charte canadienne des droits et libertés,,.
Dans chacun des cas, la cour suspend l'effet de la déclaration d'inconstitutionnalité pendant deux ans afin de laisser au gouvernement fédéral — la définition du mariage étant une compétence fédérale, en vertu de la Constitution — le temps d'effectuer les changements législatifs.
Mais le 10 juin 2003, à la suite d'un appel, la Cour d'appel de l'Ontario confirme l'invalidité de la loi et décide cette fois que sa décision est d'application immédiate. Elle est suivie par d'autres décisions judiciaires, au Québec, en Colombie-Britannique, au Manitoba, en Nouvelle-Écosse, en Saskatchewan, à Terre-Neuve-et-Labrador et au Nouveau-Brunswick, qui légalisent le mariage entre conjoints du même sexe dans chacun de ces provinces et territoires.
Bien que la Chambre des communes ait adopté en 1999 une motion afin de « confirmer que le mariage est et doit demeurer exclusivement l’union d’un homme et d’une femme, et que le Parlement prendra toutes les mesures voulues, dans les limites de sa compétence, pour préserver au Canada cette définition du mariage », ces développements judiciaires poussent le gouvernement libéral de Paul Martin à revoir sa position.

## Contenu
Le titre complet de la loi est Loi concernant certaines conditions de fond du mariage civil (anglais : An Act respecting certain aspects of legal capacity for marriage for civil purposes). Le sommaire de la loi est le suivant :

« Le texte, dans l'esprit de la Charte canadienne des droits et libertés et des valeurs de tolérance, de respect et d’égalité, a pour objet de reconnaître aux couples de même sexe la capacité juridique de contracter un mariage civil. Il modifie d'autres lois en conséquence, en vue d’assurer aux couples de même sexe un accès égal aux effets civils du mariage et du divorce. »

Le préambule du texte mentionne les différentes décisions judiciaires ayant rendu le mariage entre conjoints de même sexe légal dans différentes provinces et affirme que « seule l'égalité d’accès au mariage civil respecterait le droit des couples de même sexe à l’égalité sans discrimination, et que l’union civile, à titre de solution de rechange à l’institution du mariage, serait inadéquate à cet égard et porterait atteinte à leur dignité ». Il souligne également que la loi ne porte pas atteinte à la liberté religieuse en ce qu'elle permet aux autorités religieuses « de refuser de procéder à des mariages non conformes à leurs convictions ».
L'article principal de la loi est l'article 2 qui dispose que « Le mariage est, sur le plan civil, l’union légitime de deux personnes, à l’exclusion de toute autre personne. » Cette affirmation est complétée par l'article 4 : « Il est entendu que le mariage n’est pas nul ou annulable du seul fait que les époux sont du même sexe. »
L'article 3 protège la liberté des institutions religieuses de refuser de célébrer un mariage non conforme à leurs principes. Il est complété par un paragraphe 3.1, ajouté lors de l'examen en comité, qui garantit la non-discrimination et la liberté de parole des personnes ou organisations qui exprimeraient leurs convictions « à l'égard du mariage [que] comme étant l’union entre un homme et une femme à l'exclusion de toute autre personne. »
Le reste de la loi (articles 5 à 15) consiste en des adaptations du droit à l'ouverture du mariage aux conjoints de même sexe et notamment des lois sur le divorce, les impôts et différentes prestations.

## Parcours législatif

### Chronologie
| Renvoi                 | Renvoi          | Chambre des communes | Chambre des communes     | Chambre des communes          | Chambre des communes | Sénat            | Sénat               | Sénat           | Sénat             | Sanction royale |
| Gouverneure en conseil | Cour suprême    | Première lecture     | Deuxième lecture         | Comité                        | Troisième lecture    | Première lecture | Deuxième lecture    | Comité          | Troisième lecture | Sanction royale |
| ---------------------- | --------------- | -------------------- | ------------------------ | ----------------------------- | -------------------- | ---------------- | ------------------- | --------------- | ----------------- | --------------- |
| 16 juillet 2003        | 9 décembre 2004 | 1er février 2005     | 16 février au 4 mai 2005 | 16 juin 2005                  | 28 juin 2005         | 29 juin 2005     | 6 juillet 2005      | 18 juillet 2005 | 19 juillet 2005   | 20 juillet 2005 |
| Décret                 | Réponse         | Projet de loi C-38   | Discours importants      | Rapport Projet de loi modifié | Projet de loi adopté |                  | Discours importants | Rapport         |                   | Loi sanctionnée |